# Soccus

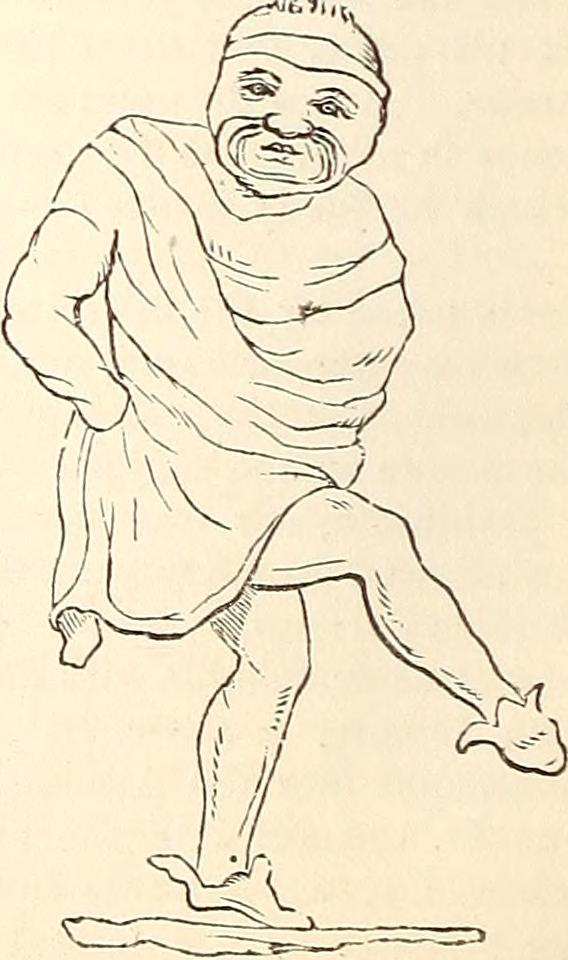
Illustrazione di una attore comico che calza i soccoli, tratta dal Dictionary of Greek and Roman antiquities di William Smith dedicato all'antichità classica

Il soccus, o socculus, era un'antica calzatura, simile alla pantofola, indossata nel periodo dell'antica Roma
Esistevano differenti tipi di soccus, adatti alle diverse circostanze della vita quotidiana e alla posizione sociale di chi li indossava. All'interno delle città romane, prendeva il nome di calceus ed era utilizzato per le attività giornaliere, mentre la variante denominata pero era a uso prevalente dei contadini, dei pastori e dei legionari, essendo costituito da materiale di maggior robustezza.
Generalmente era utilizzato in città non con la toga ma col pallio.
Alcuni ne biasimavano l'uso da parte degli uomini, poiché ritenevano che la calzatura fosse troppo femminile. 
Era usata dagli attori comici greci e latini,  netta opposizione al coturno, riservato agli interpreti dellatragedia.